# Mosquer canyella
El mosquer canyella (Neopipo cinnamomea) és un ocell de la família dels tirànids (Tyrannidae) i única espècie del gènere Neopipo.

## Hàbitat i distribució
Viu a la selva humida de les terres baixes per l'est dels Andes, des del sud-est de Colòmbia, sud de Veneçuela i Guaiana, cap al sud, a través de l'est de l'Equador fins l'est del Perú i nord-est del Brasil.